# Kompetencje międzykulturowe
Kompetencje międzykulturowe – różnie definiowany zespół umiejętności wykorzystywanych w obszarze zarządzania międzykulturowego, komunikacji międzykulturowej, edukacji międzykulturowej i dziedzinach pokrewnych. Kompetencje międzykulturowe wpisują się w szeroko pojętą kompetencję komunikacyjną.

## Definicje
Kompetencje międzykulturowe definiowane są w następujący sposób:
- Jürgen Bolten w 2006 określił je jako zdolność dostrzegania różnic kulturowych, a także umiejętność wykorzystania posiadanych przez jednostkę umiejętności personalnych, społecznych, zawodowych i strategicznych,
- Piotr Sztompka w 2010 zdefiniował je jako znajomość i umiejętność stosowania różnych wzorów życia i reguł kulturowych,
- Jerzy Nikitorowicz w 2009 określił je jako zdolność do przyjęcia postawy relatywizmu kulturowego w kontaktach z przedstawicielami innych kultur, jak również umiejętność praktycznego zastosowania zdobytej wiedzy na temat odmienności kulturowej,
- Sławomir Magala w 2011 nazwał je plecakiem (zestawem narzędzi), który samodzielnie kompletują wszyscy uczący się ludzie, jeśli w jednym miejscu muszą radzić sobie z różnymi oprogramowaniami kulturowymi (na przykład w wielokulturowym miejscu pracy)[1],
- G.M. Chen i W.J. Starosta w 1996 (w artykule Intercultural communication competence: A synthesis) przedstawili je jako zespół wiedzy, postaw, motywacji i umiejętności umożliwiających jednostkom skuteczne funkcjonowanie w wielokulturowych środowiskach pracy[3].

## Kompetencje węzłowe

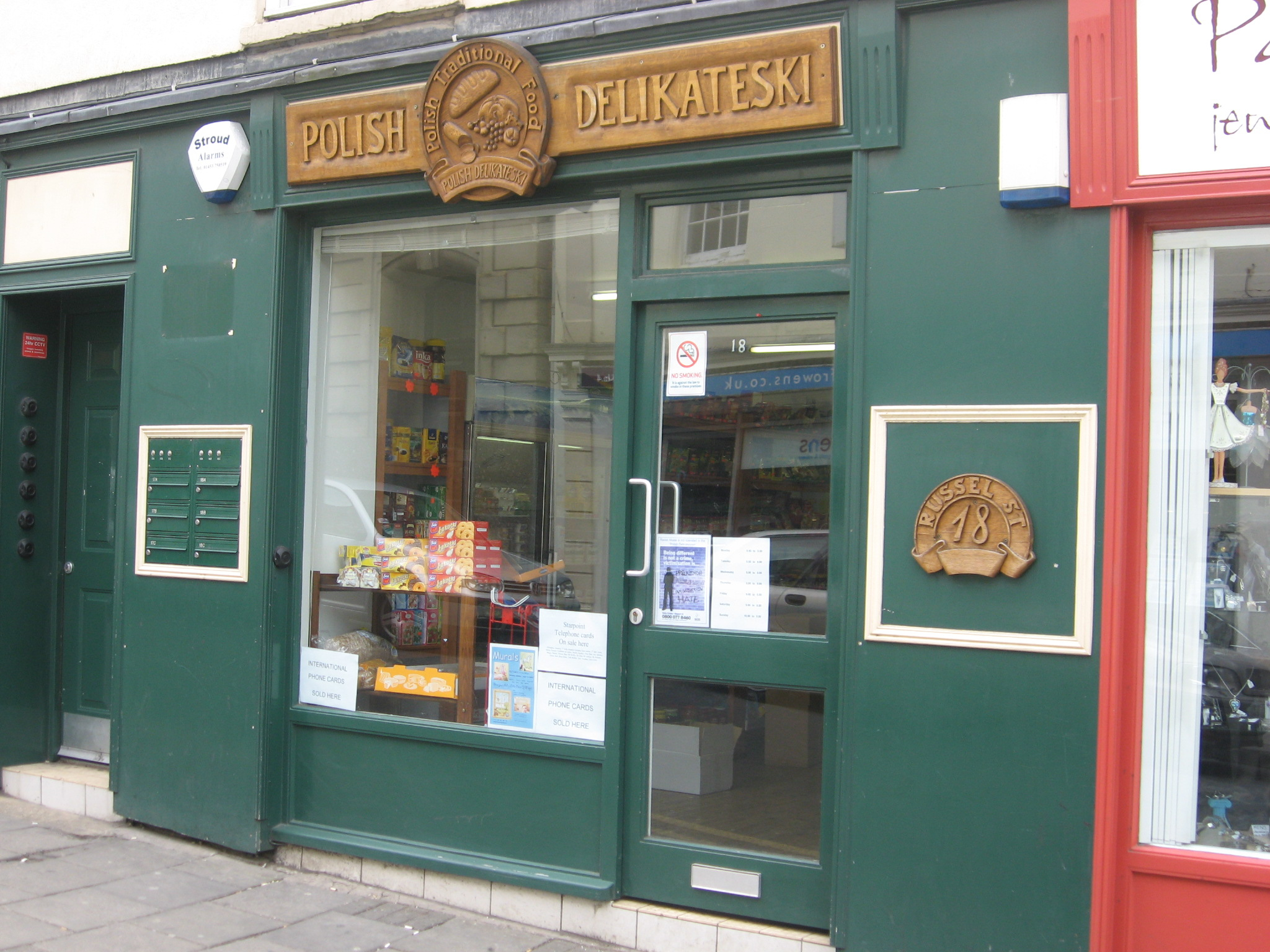
Polski sklep w Wielkiej Brytanii – miejsce wykorzystywania kompetencji międzykulturowych

Do węzłowych kompetencji międzykulturowych należą:
- umiejętności w zakresie komunikacji, w tym umiejętność słuchania,
- inteligencja emocjonalna, w tym empatia,
- rozumienie postaw i sposobów zachowania się ludzi innych kultur,
- otwartość na odmienność, w tym tolerancja,
- zdolności i umiejętności w obszarze rozwiązywania sytuacji konfliktowych,
- umiejętność radzenia sobie w sytuacjach niepewnych[1].

## Charakterystyka i kontekst
Według Jürgena Boltena kompetencje międzykulturowe nie są tworem autonomicznym w stosunku do innych kompetencji posiadanych przez osobę i nie stanowią oddzielnego segmentu wiedzy, czy umiejętności. Wszystkie posiadane kompetencje odnosić natomiast należy do międzykulturowej recepcji świata. Kompetencja międzykulturowa miałaby być zdolnością do przyjęcia postawy relatywizmu kulturowego w kontaktach z przedstawicielami innych kultur, a jej nabycie miałoby umożliwić rozwój podmiotu w trzech obszarach: wiedzy, sprawności (w określonych zakresach funkcjonowania) oraz postawy. Kompetencją stanowiącą warunek komunikacji międzykulturowej jest umiejętność rozumienia przez odbiorcę znaków, którymi posługuje się rozmówca w kodzie, z którego korzysta oraz umiejętność tworzenia przez odbiorcę komunikatów w tym samym kodzie. Według A. Różańskiej aby kształtować kompetencje międzykulturowe, potrzebna jest wiedza związana z atrybutami kryterialnymi własnej kultury, zwłaszcza tymi, które stanowią łączniki/pomosty między kulturami Innych.
Za kolejny poziom rozwoju kompetencji międzykulturowych mogą być uznawane kompetencje wielokulturowe, które oznaczają nie tylko świadomość tożsamości kulturowej danej jednostki, ale również posiadaniu przezeń praktycznej umiejętności zgodnego, efektywnego współżycia w jednym społeczeństwie z przedstawicielami innych kultur.